# Vlasta Melšová-Malá
Vlasta Ludmila Kateřina Melšová rozená Malá, (*5. 5. 1915 Praha – † 18. 3. 2002) byla česká motocyklová závodnice působící v období prvorepublikového Československa. Ve druhé polovině 30. let 20. století se zúčastnila řady motocyklistických závodů, především časových a dálkových časových jízd. Spolu s Milenou Bayerovou-Kovářovou ji lze považovat za jednu ze dvou nejznámějších motocyklových závodnic své doby.

## Život

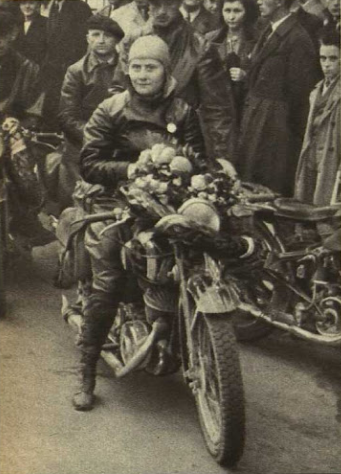
Vlasta Malá na stroji Ogar roku 1937

Narodila se v Praze na Královských Vinohradech v rodině strojního inženýra Františka Malého. Otec byl do roku 1919 zaměstnán ve strojírenské a automobilové továrně Praga, posléze se pak stal technickým ředitelem firmy Autfit odpovědným za vedení výrobní značky motocyklů Ogar v pražských Strašnicích. Vlasta se tak od dětství pohybovala v motoristickém prostředí a posléze též získala řidičský průkaz pro řízení motocyklu.
Jednu ze svých prvních dálkových jízd vykonala na novém továrním stroji Ogar 250 v červenci 1935 jízdu z Prahy přes Bratislavu do Liptovského Mikuláše a zpět, tedy trasu čítající zhruba 1000 kilometrů. Zpráva o cestě byla z propagačních důvodů uvedena v dobovém tisku, částečně jako reklama na nový typ motocyklu. Roku 1936 se dále zúčastnila motoristických soutěží Autoklubu ČSR, jako jedna z prvních žen v Československu. Spolkově byla organizována jako členka Sokolské jednoty Praha XII.
V září 1937 absolvovala jako dvaadvacetiletá rovněž na stroji 0gar 250 několikadenní dálkový závod Cena Malé dohody mj. na území Rumunska, jakožto jedna žena-motocyklistka. Jako kontrolní jezdec ji zpovzdálí doprovázel až do Bělehradu v automobilu její otec. Malá závod zdárně dokončila a byla přadateli závodu oceněna zvláštní cenou (posléze nedopatřením doručenou rumunské automobilové závodnici).
Její účast v motocyklistických závodech je uváděna až do roku 1939, kdy byl pak motoristický sport výrazně zasažen okolnostmi druhé světové války.
Přátelila se s pražskou motocyklovou závodnicí Miladou Bayerovou-Kovářovou, která roku 1933 odstatovala jako první závodnice v ČSR k závodu ploché dráhy na Strahovském stadionu, společně také absolvovaly v rámci jedné posádky 16. velkou motocyklovou cenu roku 1939.
V září 1940 se provdala za Jana Melše, úředníka firmy Autfit a přijala příjmení Melšová.